# Naches
Naches är en kommun (town) i Yakima County i delstaten Washington. Vid 2010 års folkräkning hade Naches 795 invånare.